# سیارک ۱۰۵۰

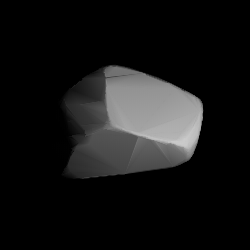
مدل سه‌بُعدی سیارک ۱۰۵۰ بر طبق منحنی نور آن

سیارک ۱۰۵۰ (به انگلیسی: 1050 Meta، نامگذاری:1925RC) هزار و پنجاهمین سیارک کشف شده‌است که در ۱۴ سپتامبر ۱۹۲۵ و در هایدلبرگ کشف شد.
قدر مطلق سیارک برابر ۱۲٫۰۰ است.